# بيتر كراوموسكي
بيتر كراوموسكي (مواليد 16 أكتوبر 1978)، هو لاعب كرة قدم أسترالي معتزل.

## وصلات خارجية
- بيتر كراوموسكي على موقع قاعدة بيانات كرة القدم.إي يو (الإنجليزية)
- بيتر كراوموسكي على موقع Soccerway.com (الإنجليزية)
- بيتر كراوموسكي على موقع عالم كرة القدم.نت (الإنجليزية)